# Почугинське
Почугинське (рос. Почугинское) — присілок в Пестовському районі Новгородської області Російської Федерації.
Населення становить 106 осіб. Входить до складу муніципального утворення Охонське сільське поселення.

## Історія
Від 2004 року входить до складу муніципального утворення Охонське сільське поселення

## Населення
| 2010 |
| ---- |
| 106  |